# 佐賀県第3区
佐賀県第3区（さがけんだい3く）は、日本の衆議院における選挙区。1994年の公職選挙法改正で設置。2002年に一部区割りの見直しがされ、2013年に廃止された。

## 区域
2013年（平成25年）公職選挙法改正により廃止され、2区に編入された。

### 2002年から2013年までの区域
2002年（平成14年）公職選挙法改正から2013年の小選挙区改定までの区域は以下のとおりである。多久市は2区から編入された。
- 唐津市
- 多久市
- 伊万里市
- 武雄市
- 東松浦郡
- 西松浦郡
- 杵島郡
  - 山内町

### 2002年以前の区域
1994年（平成6年）公職選挙法改正から2002年の小選挙区改定までの区域は以下のとおりである。
- 唐津市
- 伊万里市
- 武雄市
- 東松浦郡
- 西松浦郡
- 杵島郡
  - 山内町

## 歴史
戦後の名政治家の一人として知られ、自由民主党幹事長や衆議院議長などの要職を歴任してきた保利茂の息子で、父親から強固な地盤を受け継いだ保利耕輔が圧倒的な影響力を誇り、小選挙区制導入後全選挙で圧勝していた。そのため、無風区の一つに挙げられていた。
2005年の郵政選挙では郵政民営化法案に反対票を投じ、刺客候補として広津素子を送り込まれたがやはり保利が圧勝した。しかし、女性の比例上位登載により広津も比例で復活当選した。2006年12月に保利は自民党に復党し、のちに政調会長に就任した。広津も地元唐津の出身であり他選挙区への転出は容易くなかったが、結局第45回の自民党の公認候補は政調会長の保利耕輔となる。広津は自民党を離党してみんなの党から出馬したが、比例復活も出来ず落選した。
第44回と第45回では民主党と社会民主党の選挙協力が成立し、社会民主党の公認候補を民主党が推薦した。また第46回では民主党は公認候補を立てることができず、保利と共産党候補との一騎討ちとなった。
2013年の区割変更に伴い、本選挙区は廃止。保利も翌2014年の衆議院解散（アベノミクス解散）時に政界を引退した。

## 小選挙区選出議員
| 選挙名                 | 年     | 当選者   | 党派       |
| ---------------------- | ------ | -------- | ---------- |
| 第41回衆議院議員総選挙 | 1996年 | 保利耕輔 | 自由民主党 |
| 第42回衆議院議員総選挙 | 2000年 | 保利耕輔 | 自由民主党 |
| 第43回衆議院議員総選挙 | 2003年 | 保利耕輔 | 自由民主党 |
| 第44回衆議院議員総選挙 | 2005年 | 保利耕輔 | 無所属     |
| 第45回衆議院議員総選挙 | 2009年 | 保利耕輔 | 自由民主党 |
| 第46回衆議院議員総選挙 | 2012年 | 保利耕輔 | 自由民主党 |

## 選挙結果
時の内閣：野田第3次改造内閣 解散日：2012年11月16日 公示日：2012年12月4日 （全国投票率：59.32%（9.96%））
| 当落 | 候補者名 | 年齢 | 所属党派   | 新旧 | 得票数   | 得票率 | 惜敗率 | 推薦・支持 | 重複 |
| ---- | -------- | ---- | ---------- | ---- | -------- | ------ | ------ | ---------- | ---- |
| 当   | 保利耕輔 | 78   | 自由民主党 | 前   | 96,544票 | 78.26% | ――     |            |      |
|      | 山口勝弘 | 57   | 日本共産党 | 新   | 26,823票 | 21.74% | 27.78% |            |      |

時の内閣：麻生内閣 解散日：2009年7月21日 公示日：2009年8月18日 （全国投票率：69.28%（1.77%））
| 当落 | 候補者名 | 年齢 | 所属党派   | 新旧 | 得票数   | 得票率 | 惜敗率 | 推薦・支持 | 重複 |
| ---- | -------- | ---- | ---------- | ---- | -------- | ------ | ------ | ---------- | ---- |
| 当   | 保利耕輔 | 74   | 自由民主党 | 前   | 93,681票 | 58.21% | ――     |            |      |
|      | 柳瀬映二 | 55   | 社会民主党 | 新   | 30,346票 | 18.86% | 32.39% |            | ○    |
|      | 広津素子 | 56   | みんなの党 | 前   | 24,529票 | 15.24% | 26.18% |            | ○    |
|      | 瀬戸雄也 | 30   | 日本共産党 | 新   | 10,142票 | 6.30%  | 10.83% |            | ○    |
|      | 橋山穂波 | 48   | 幸福実現党 | 新   | 2,233票  | 1.39%  | 2.38%  |            |      |

時の内閣：第2次小泉改造内閣 解散日：2005年8月8日 公示日：2005年8月30日 （全国投票率：67.51%（7.65%））
| 当落 | 候補者名 | 年齢 | 所属党派   | 新旧 | 得票数   | 得票率 | 惜敗率 | 推薦・支持 | 重複 |
| ---- | -------- | ---- | ---------- | ---- | -------- | ------ | ------ | ---------- | ---- |
| 当   | 保利耕輔 | 70   | 無所属     | 前   | 87,485票 | 54.04% | ――     |            | ×    |
| 比当 | 広津素子 | 52   | 自由民主党 | 新   | 48,992票 | 30.27% | 56.00% |            | ○    |
|      | 柳瀬映二 | 51   | 社会民主党 | 新   | 17,433票 | 10.77% | 19.93% |            | ○    |
|      | 船津賢次 | 59   | 日本共産党 | 新   | 7,966票  | 4.92%  | 9.11%  |            |      |

時の内閣：第1次小泉第2次改造内閣 解散日：2003年10月10日 公示日：2003年10月28日 （全国投票率：59.86%（2.63%））
| 当落 | 候補者名 | 年齢 | 所属党派   | 新旧 | 得票数    | 得票率 | 惜敗率 | 推薦・支持 | 重複 |
| ---- | -------- | ---- | ---------- | ---- | --------- | ------ | ------ | ---------- | ---- |
| 当   | 保利耕輔 | 69   | 自由民主党 | 前   | 102,859票 | 69.69% | ――     |            | ○    |
|      | 藤沢裕美 | 34   | 民主党     | 新   | 36,653票  | 24.83% | 35.63% |            | ○    |
|      | 宮崎正人 | 56   | 日本共産党 | 新   | 8,079票   | 5.47%  | 7.85%  |            |      |

時の内閣：第1次森内閣 解散日：2000年6月2日 公示日：2000年6月13日 （全国投票率：62.49%（2.84%））
| 当落 | 候補者名 | 年齢 | 所属党派   | 新旧 | 得票数    | 得票率 | 惜敗率 | 推薦・支持 | 重複 |
| ---- | -------- | ---- | ---------- | ---- | --------- | ------ | ------ | ---------- | ---- |
| 当   | 保利耕輔 | 65   | 自由民主党 | 前   | 106,757票 | 73.94% | ――     |            | ○    |
|      | 藤沢裕美 | 31   | 民主党     | 新   | 26,909票  | 18.64% | 25.21% |            | ○    |
|      | 木場満義 | 47   | 日本共産党 | 新   | 8,246票   | 5.71%  | 7.72%  |            |      |
|      | 中村清人 | 37   | 自由連合   | 新   | 2,464票   | 1.71%  | 2.31%  |            |      |

時の内閣：第1次橋本内閣 解散日：1996年9月27日 公示日：1996年10月8日 （全国投票率：59.65%（8.11%））
| 当落 | 候補者名 | 年齢 | 所属党派   | 新旧 | 得票数   | 得票率 | 惜敗率 | 推薦・支持 | 重複 |
| ---- | -------- | ---- | ---------- | ---- | -------- | ------ | ------ | ---------- | ---- |
| 当   | 保利耕輔 | 62   | 自由民主党 | 前   | 91,871票 | 67.98% | ――     |            |      |
|      | 天本俊正 | 54   | 新進党     | 新   | 22,409票 | 16.58% | 24.39% |            |      |
|      | 田中太朗 | 27   | 自由連合   | 新   | 11,248票 | 8.32%  | 12.24% |            | ○    |
|      | 山崎康弘 | 52   | 日本共産党 | 新   | 9,622票  | 7.12%  | 10.47% |            |      |